# Aleja gwiazd

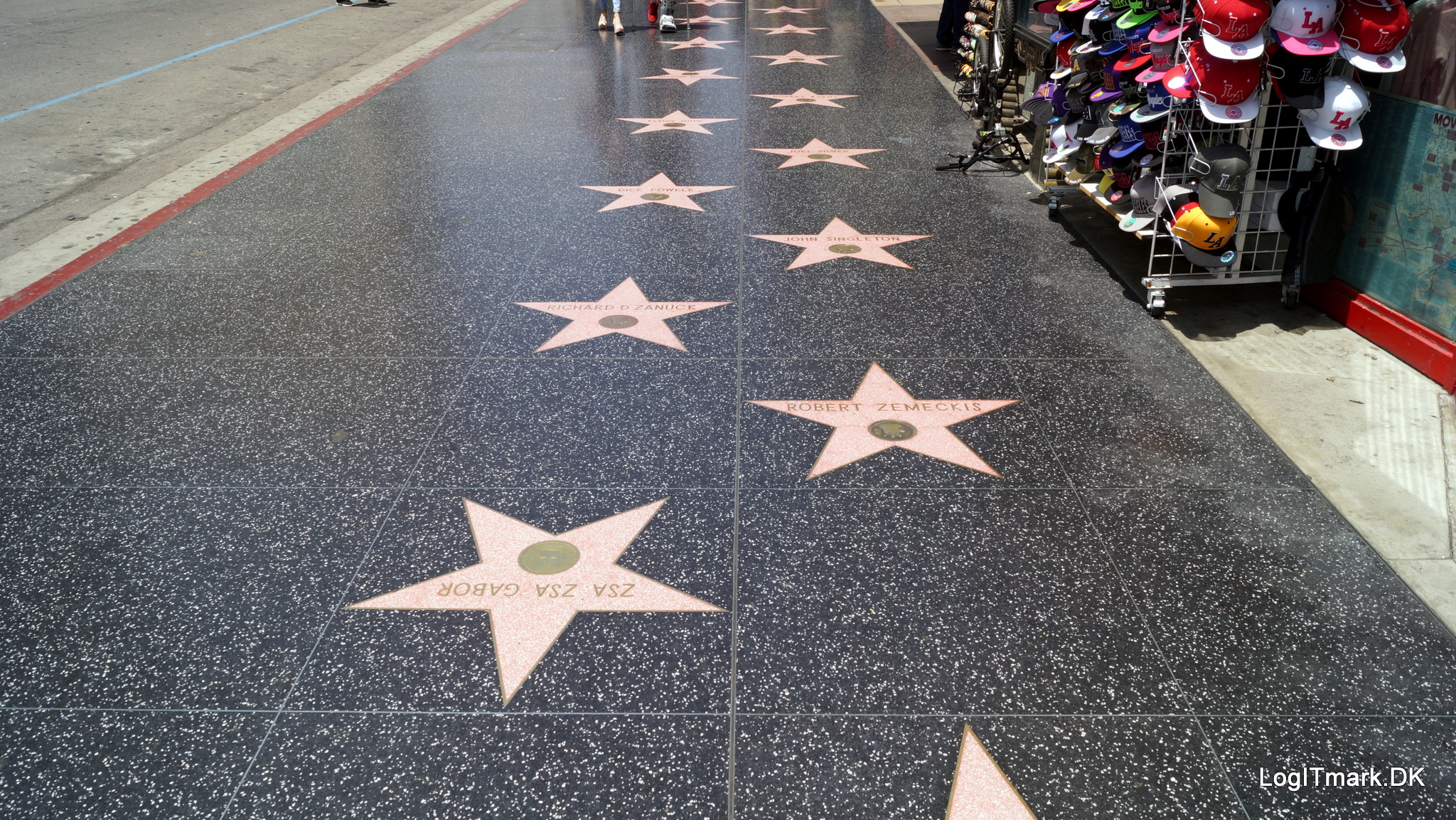
Aleja gwiazd

Aleja gwiazd, sala lub salon sław, galeria sławy, ściana chwały (lub inne kombinacje tych terminów; ang. Hall of Fame, Walk of Fame itd.) – forma upamiętnienia osób szczególnie zasłużonych na jakimś polu lub w jakiejś dziedzinie. W zależności od okoliczności może przybrać formę izby pamięci czy innego pomieszczenia wypełnionego pamiątkami związanymi z wyróżnionymi postaciami, bądź też ściany bądź chodnika, w których umieszczono tablice upamiętniające konkretne postaci. 
Przykładem alei sław jest Hollywood Walk of Fame, seria ponad 2400 pamiątkowych gwiazd wbudowanych w chodnik wzdłuż Hollywood Boulevard w Los Angeles, upamiętniających znane osobistości świata show-biznesu.

## Sale sław

### Muzyka
- The Apollo Theatre Hall of Fame
- Blues Hall of Fame
- Grammy Hall of Fame (dla nagrań)
- Grammy Lifetime Achievement Award (dla twórców)
- Rock and Roll Hall of Fame
- Songwriters Hall of Fame

### Sport

#### Koszykówka
- FIBA Hall of Fame
- Basketball Hall of Fame

#### Hokej na lodzie
- Hockey Hall of Fame
- Galeria Sławy IIHF

#### Sporty motorowe
- International Motorsports Hall of Fame
- Motorcycle Hall of Fame

#### Rugby i futbol amerykański
- World Rugby Hall of Fame
- College Football Hall of Fame
- Pro Football Hall of Fame
- New Orleans Saints Hall of Fame

#### Baseball i softball
- National Baseball Hall of Fame and Museum

#### Wrestling
- Impact Wrestling Hall of Fame
- WWE Hall of Fame

#### Inne sporty
- International Boxing Hall of Fame (boks)
- International Swimming Hall of Fame (pływanie)
- Międzynarodowa Tenisowa Galeria Sławy
- National Polish-American Sports Hall of Fame
- World Taekwondo Federation Hall of Fame (taekwondo)
- Volleyball Hall of Fame (siatkówka)

## Aleje gwiazd

### Sport
- AT&T Park Walk of Fame (baseball)
- Aleja Gwiazd Sportu we Władysławowie
- Aleja Gwiazd Siatkówki w Miliczu
- Aleja Gwiazd Sportu w Dziwnowie
- Aleja Gwiazd Sportu w Wiśle

### Kultura i sztuka
- Aleja Gwiazd Polskiej Piosenki w Opolu
- Aleja Gwiazd w Łodzi na ulicy Piotrkowskiej
- Piernikowa Aleja Gwiazd w Toruniu
- Aleja Gwiazd w Krakowie
- Aleja Gwiazd w Gdańsku
- Aleja Gwiazd w Międzyzdrojach
- Aleja Gwiazd przed Teatrem Chińskim Graumana w Hollywood
- Aleja Gwiazd (Hollywood Walk of Fame) wzdłuż Hollywood Boulevard oraz Vine Street w Hollywood
- Aleja Gwiazd w St. Louis
- Aleja Trójkowych Gwiazd w Szklarskiej Porębie